# Rivera (Huila)
Rivera é um município da Colômbia, localizado no departamento de Huila.